# ويلارد كوكرين
ويلارد كوكرين (بالإنجليزية: Willard Cochrane)‏ هو اقتصادي أمريكي، ولد في 15 مايو 1914 في فريسنو في الولايات المتحدة، وتوفي في 5 مارس 2012 في أوك بارك هايتس في الولايات المتحدة.